# Địa ngục phát triển
Trong ngành công nghiệp truyền thông, bế tắc phát triển (tiếng Anh: development hell hoặc development limbo) là một biệt ngữ dùng để chỉ một bộ phim hay một dự án nào đó bị ứ lại ở giai đoạn phát triển mà không tiến được tới giai đoạn sản xuất. Một bộ phim, trò chơi điện tử, chương trình truyền hình, kịch bản, phần mềm máy tính, khái niệm, hoặc ý tưởng bị mắc trong giai đoạn bế tắc phát triển sẽ phải mất một thời gian rất dài để bắt đầu bước vào sản xuất, hoặc có thể không bao giờ sản xuất được. Các dự án trong tình trạng bế tắc phát triển vẫn chưa bị hủy bỏ chính thức, nhưng đang tiến triển rất chậm hoặc đã ngừng hẳn.

## Tổng quan
Ngành công nghiệp điện ảnh đã mua bản quyền sản xuất phim của rất nhiều tiểu thuyết, trò chơi điện tử và truyện tranh nổi tiếng, nhưng sẽ phải mất vài năm để các tác phẩm đó có thể được đưa lên màn ảnh rộng, và thường phải trải qua nhiều thay đổi đáng kể về cốt truyện, nhân vật, và tinh thần chung của phim. Công đoạn này có thể kéo dài vài tháng hoặc thậm chí vài năm. Thông thường, một dự án gặp bế tắc phát triển sẽ bị tất cả các bên liên quan từ bỏ hoặc bị hủy hoàn toàn. Do số lượng dự án mà Hollywood khởi động thường gấp mười lần số dự án được phát triển thành phim hoàn chỉnh, nên số lượng kịch bản lâm vào bế tắc phát triển là rất lớn. Điều này xảy ra thường xuyên nhất với các dự án có nhiều cách diễn giải và ảnh hưởng đến nhiều quan điểm.